# Linden Hall (atleta)
Linden Hall (Sunbury, Victoria; 20 de junio de 1991) es una atleta australiana, especialista en carreras de media y larga distancia.

## Carrera
Hall empezó a correr en la escuela primaria del estado de Victoria. Cuando aún estaba en sexto curso, quedó en undécima posición en su primer campeonato nacional de cross. También jugaba al netball y era una gran nadadora. Sin embargo, dejó de hacerlo cuando se unió al club de atletismo de Essendon y comenzó a entrenar regularmente con un entrenador.
Después del instituto, de 2011 a 2015, Hall se fue a Estados Unidos, donde estudió Dietética en la Universidad Estatal de Florida. Durante su carrera de atleta universitaria, corrió en tres finales de 1500 metros de la National Collegiate Athletic Association (NCAA) y ganó el bronce en 2014.
Hall representó a Australia en los 1500 metros en los Juegos Olímpicos de Río 2016. Quedó cuarta en su serie para clasificarse para la semifinal, donde terminó en octavo lugar, no consiguiendo pasar a la final, con un tiempo de 4:05,81 minutos.
En los Juegos Olímpicos de Tokio 2020, Hall quedó tercera tanto en su eliminatoria como en la semifinal de los 1500 metros femeninos, mejorando en cada ocasión su tiempo. Así, llegó a la final, en la que terminó en sexta posición, con una marca personal de 3:59,01 minutos.

## Resultados

### Por temporada
| Representando a Australia | Representando a Australia                                    | Representando a Australia | Representando a Australia | Representando a Australia | Representando a Australia |
| ------------------------- | ------------------------------------------------------------ | ------------------------- | ------------------------- | ------------------------- | ------------------------- |
| Año                       | Competición                                                  | Lugar                     | Puesto                    | Modalidad                 | Marca                     |
| 2016                      | Liga de Diamante - Prefontaine Classic                       | Eugene                    | 5.ª                       | 1500 m                    | 4:01,78 min.              |
| 2016                      | Liga de Diamante - Aniversary Games                          | Londres                   | 8.ª                       | 1500 m                    | 4:03,81 min.              |
| 2016                      | Juegos Olímpicos                                             | Río de Janeiro            | 8.ª (SF1)                 | 1500 m                    | 4:05,81 min.              |
| 2017                      | Liga de Diamante - Diamond League Shanghai                   | Shanghái                  | 11.ª                      | 1500 m                    | 4:07,59 min.              |
| 2017                      | Liga de Diamante - Meeting de París                          | París                     | 13.ª                      | 1500 m                    | 4:08,55 min.              |
| 2017                      | Campeonato Mundial de Atletismo                              | Londres                   | 9.ª (H2)                  | 1500 m                    | 4:10,51 min.              |
| 2018                      | Juegos de la Mancomunidad                                    | Gold Coast                | 4.ª                       | 1500 m                    | 4:03,67 min.              |
| 2018                      | Liga de Diamante - Doha Diamond League                       | Doha                      | 11.ª                      | 1500 m                    | 4:07,07 min.              |
| 2018                      | Liga de Diamante - Prefontaine Classic                       | Eugene                    | 6.ª                       | 1500 m                    | 4:00,86 min.              |
| 2018                      | Liga de Diamante - Bauhaus-Galan                             | Estocolmo                 | 7.ª                       | 1500 m                    | 4:02,89 min.              |
| 2018                      | Liga de Diamante - Athletissima                              | Lausana                   | 12.ª                      | 1500 m                    | 4:07,26 min.              |
| 2018                      | Copa Continental de la IAAF                                  | Ostrava                   | 5.ª                       | 1500 m                    | 4:18,82 min.              |
| 2019                      | Liga de Diamante - Anniversary Games                         | Londres                   | 13.ª                      | 1500 m                    | 4:04,29 min.              |
| 2019                      | Liga de Diamante - Weltklasse Zürich                         | Zúrich                    | 10.ª                      | 1500 m                    | 4:04,22 min.              |
| 2019                      | Campeonato Mundial de Atletismo                              | Doha                      | 10.ª (SF2)                | 1500 m                    | 4:06,39 min.              |
| 2021                      | Juegos Olímpicos                                             | Tokio                     | 6.ª                       | 1500 m                    | 3:59,01 min.              |
| 2021                      | Liga de Diamante - Prefontaine Classic                       | Eugene                    | 2.ª                       | 1500 m                    | 3:59,73 min.              |
| 2021                      | Liga de Diamante - Athletissima                              | Lausana                   | 2.ª                       | 1500 m                    | 4:02,95 min.              |
| 2021                      | Liga de Diamante - Weltklasse Zürich                         | Zúrich                    | 6.ª                       | 1500 m                    | 4:03,50 min.              |
| 2022                      | World Athletics Indoor Tour - Müller Indoor Grand Prix       | Birmingham                | 3.ª                       | 1500 m                    | 4:07,36 min.              |
| 2022                      | World Athletics Indoor Tour - Orlen Copernicus Cup           | Toruń                     | 8.ª                       | 1500 m                    | 4:07,56 min.              |
| 2022                      | World Athletics Indoor Tour - Villa de Madrid Indoor Meeting | Madrid                    | DNF                       | 1500 m                    | -                         |
| 2022                      | Campeonato Mundial de Atletismo en Pista Cubierta            | Belgrado                  | 6.ª                       | 1500 m                    | 4:06,34 min.              |
| 2022                      | Campeonato Mundial de Atletismo                              | Eugene                    | 9.ª (SF1)                 | 1500 m                    | 4:04,65 min.              |
| 2022                      | Juegos de la Mancomunidad                                    | Birmingham                | 4.ª                       | 1500 m                    | 4:05,09 min.              |
| 2023                      | Campeonato Mundial de Atletismo                              | Budapest                  | 8.ª (SF1)                 | 1500 m                    | 4:03,96 min.              |

### Mejores marcas
| Disciplina                   | Marca         | Lugar       | Fecha                   |
| ---------------------------- | ------------- | ----------- | ----------------------- |
| 800 metros (exterior)        | 1:59,22 min.  | Brisbane    | 27 de marzo de 2021     |
| 800 metros (pista cubierta)  | 2:13,11 min.  | Albuquerque | 25 de enero de 2014     |
| 1500 metros (exterior)       | 3:59,01 min.  | Tokio       | 6 de agosto de 2021     |
| 1500 metros (pista cubierta) | 4:06,34 min.  | Beograd     | 19 de marzo de 2022     |
| 3000 metros (exterior)       | 8:51,20 min.  | Melbourne   | 22 de diciembre de 2020 |
| 3000 metros (pista cubierta) | 9:22,37 min.  | Birmingham  | 18 de enero de 2014     |
| 5000 metros                  | 15:18,77 min. | Glendale    | 20 de enero de 2018     |